# Apogonia rufofusca
Apogonia rufofusca är en skalbaggsart som beskrevs av Moser 1916. Apogonia rufofusca ingår i släktet Apogonia och familjen Melolonthidae. Inga underarter finns listade i Catalogue of Life.